# Une carotte pour Iznogoud
Une carotte pour Iznogoud est le septième album de la série de bande dessinée Iznogoud. Le scénario est de René Goscinny et les dessins sont de Jean Tabary ; il a été publié en 1971 aux éditions Dargaud.
L'album contient quatre épisodes.

## Une carotte pour Iznogoud
Le calife Haroun El Poussah apprend enfin qu'Iznogoud est un homme cupide et méchant qui tente de prendre sa place. Un vieil homme lui révèle que faire manger une carotte à Iznogoud est le seul moyen de le rendre bon et aimable, le calife part donc à la recherche d'une carotte. Cette histoire est la seule de la série où le calife tient le rôle du héros, Iznogoud et Dilat sont relégués au second plan car ils n'apparaissent que dans deux planches.

## Magie-fiction
Iznogoud rencontre des extra-terrestres à proximité de Bagdad. Le vizir s'intéresse au pistolet des martiens qui transporte la victime dans l'espace-temps pour l'utiliser contre le calife.

## Crime glacé ou Ice Crime
Une habitante de Bagdad tient un établissement où l'on sert des boissons étrangement glacées. Son don magique emprisonne dans la glace ceux qui voient son visage. Iznogoud y voit une occasion de geler le calife.

## Le dodo fatal
Un ambassadeur étranger offre à Iznogoud une mouche tsé-tsé qui provoque la maladie du sommeil chez ses victimes. Le vizir tente d'emmener la mouche dans la chambre du calife.